# Stadtmuseum Alsfeld
Das Stadtmuseum Alsfeld in der gleichnamigen hessischen Stadt Alsfeld (ehemals: Regionalmuseum) wurde am 9. September 1897 aufgrund bürgerschaftlicher Initiativen als sogenannter „Geschichts- und Alterthumsverein“ gegründet und ist ein historisches und kunstgeschichtliches Museum. Träger des Museums ist der Geschichts- und Museumsverein Alsfeld. Das Museum befindet sich unter der heutigen Adresse Rittergasse 3/5 in der historischen Altstadt von Alsfeld.

## Geschichte
Als Vereinsgründer wurden Gustav Ramspeck, Louis Sondermann, Carl Weitz, Julius Waldeck, Ludwig Martin und Friedrich Ehrenklau im historischen Vereinsregister eingetragen. Das Museum war bis zum Jahr 1913 im städtischen Weinhaus und anschließend bis zum Jahr 1975 im Hochzeitshaus untergebracht. Im Rahmen der Altstadtsanierung wurde im Jahr 1975 durch die Stadt Alsfeld der Umbau der unter Denkmalschutz stehenden Gebäude Minnigerode-Haus und Neurathhaus mit zugehöriger Scheune und den Innenhöfen durchgeführt und das Museum eingerichtet.
Aufgrund umfangreicher Sanierungsarbeiten wurde das Museum geschlossen und am 15. Mai 2022 wiedereröffnet. Im Jahr 2022 feierte der Geschichts- und Museumsverein sein 125-jähriges Bestehen und die mit dem Museum eng verbundene Stadt Alsfeld ihre 800-Jahr-Feier der Stadtrechteverleihung. Am Tag der Wiedereröffnung wurde die Ausstellung zur 800-Jahr-Feier präsentiert und die Stadtrechteverleihung in den Innenhöfen und der Museumsscheune mit einem Empfang gefeiert.

## Sammlung und Exponate
In der stadtgeschichtlichen Sammlung sind auch vor- und frühgeschichtliche Funde, wie Faustkeile und keltische Halsringe ausgestellt. Es gibt auch regionale Trachten und einen Handwerkersaal mit Möbeln zu sehen. Weiterhin Gemälde und Kunstgegenstände mit einem regionalen Bezug, beispielsweise das Gemälde "Die Beschießung Alsfelds durch die Niederhessen" von 1646 oder die französische Tapete "Réjouissances populaires aux Champs-Elysées à l'occasion de la Fête du Roi" von 1814, welche einst ein Bürgerhaus zierte und jetzt im Biedermeierraum ausgestellt ist.
Neben dem Bayerischen Nationalmuseum in München gehörte um 1900 das Stadtmuseum Alsfeld zu den wenigen Häusern mit einem hohen Anteil an Judaica, dies wurde als Zeichen der Gleichstellung und Integration der Juden gesehen. Hinzu kamen der Toraschrein und andere Gegenstände der örtlichen jüdischen Geschichte, die aus der 1938 niedergebrannten Synagoge gerettet werden konnten.

## Ausstellungen
Im Museum werden wechselnde Ausstellungen zu verschiedenen historischen und kunstgeschichtlichen Themen die in Verbindung mit der Stadt Alsfeld standen angeboten.